# Palazzo Pitti Laparelli
Palazzo Pitti Laparelli è un edificio storico del centro di Firenze situato in piazza de' Pitti 13 angolo sdrucciolo de' Pitti.

## Storia e descrizione
Il palazzo (che incorpora una casa dei Della Leccia) è di notevoli dimensioni anche se, in rapporto alla mole dell'antistante palazzo Pitti, non può altro che distinguersi per una certa aria borghese. 
Sviluppato su tre piani, presenta un impianto nel solco della tradizione cinquecentesca, con le consuete finestre ad arco incorniciate in pietra e allineate sui ricorsi ugualmente in pietra. Evidentemente più tardi, ottocenteschi, sono il mezzanino ed il balcone posto sull'ingresso, a servire due finestre adattate al nuovo uso, che appunto danno al fronte un carattere familiare e borghese. Sulla cantonata, per tutta l'altezza del terreno, a ricordarci l'antichità della fabbrica, sono possenti bugne a cuscino con ferri da cavallo e portabandiera; in alto è uno scudo con l'arme dei Pitti (fasciato di nero e d'argento, al lambello a quattro pendenti di rosso attraversante in capo, con la crocetta di rosso posta in cuore sulla pezza centrale d'argento), recentemente restaurato e correttamente restituito negli smalti. Si tratta dell'unico stemma della famiglia visibile nella piazza ad essi dedicata.
"Sicuramente (il palazzo) faceva parte dei beni insistenti sull'area d'influenza della famiglia Pitti lungo la via di piazza presenti anche nel XV-XVI secolo; esiste infatti un documento archivistico della fine del Cinquecento che testimonia la soluzione formale della facciata di palazzo Pitti disegnata proprio da una delle finestre di palazzo Laparelli Pitti". 
L'attuale denominazione dovrebbe essere successiva al matrimonio di Maria Maddalena di Ottaviano Pitti con Pier Antonio Laparelli, documentato al 1819. Dal momento in cui il piano nobile è stato destinato ad accogliere una struttura ricettiva di pregio (Piazza Pitti Palace) il portone è per lo più aperto sul notevole androne. Questo, di notevole ampiezza e ricchezza, con la volta decorata e chiuso da un'elaborata cancellata in ferro entro una serliana (oltre la quale è il vano da cui si dipartono le scale di accesso agli appartamenti), reca una iscrizione che riferisce di lavori effettuati nel 1932. Sulla volta è un'arme di parentela delle famiglie Laparelli Pitti (semipartito troncato; nel primo d'azzurro, nel secondo d'oro al fiordaliso dall'uno all'altro; al terzo palato di oro e di azzurro di quattro pezzi, poi inquartato con gli stemmi Baldacchini e Pitti). 

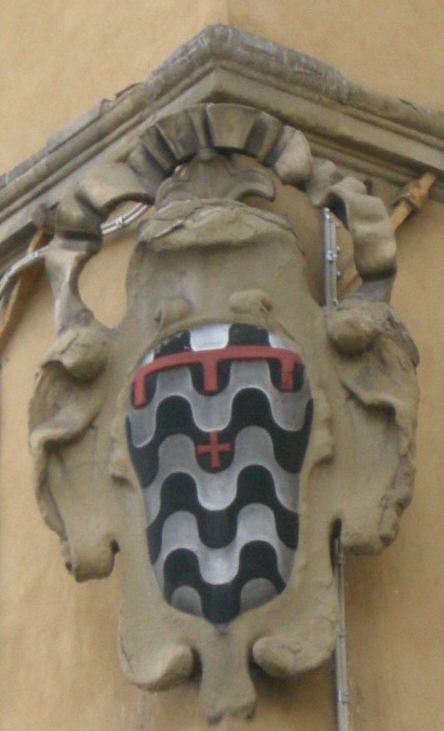
Lo stemma

Sullo sdrucciolo sono gli accessi carrabili al palazzo e, al n. 1r, l'ingresso (come ancora recita una targa) alla "cantina della nobile Casa Laparelli-Pitti".